# 小牧東インターチェンジ

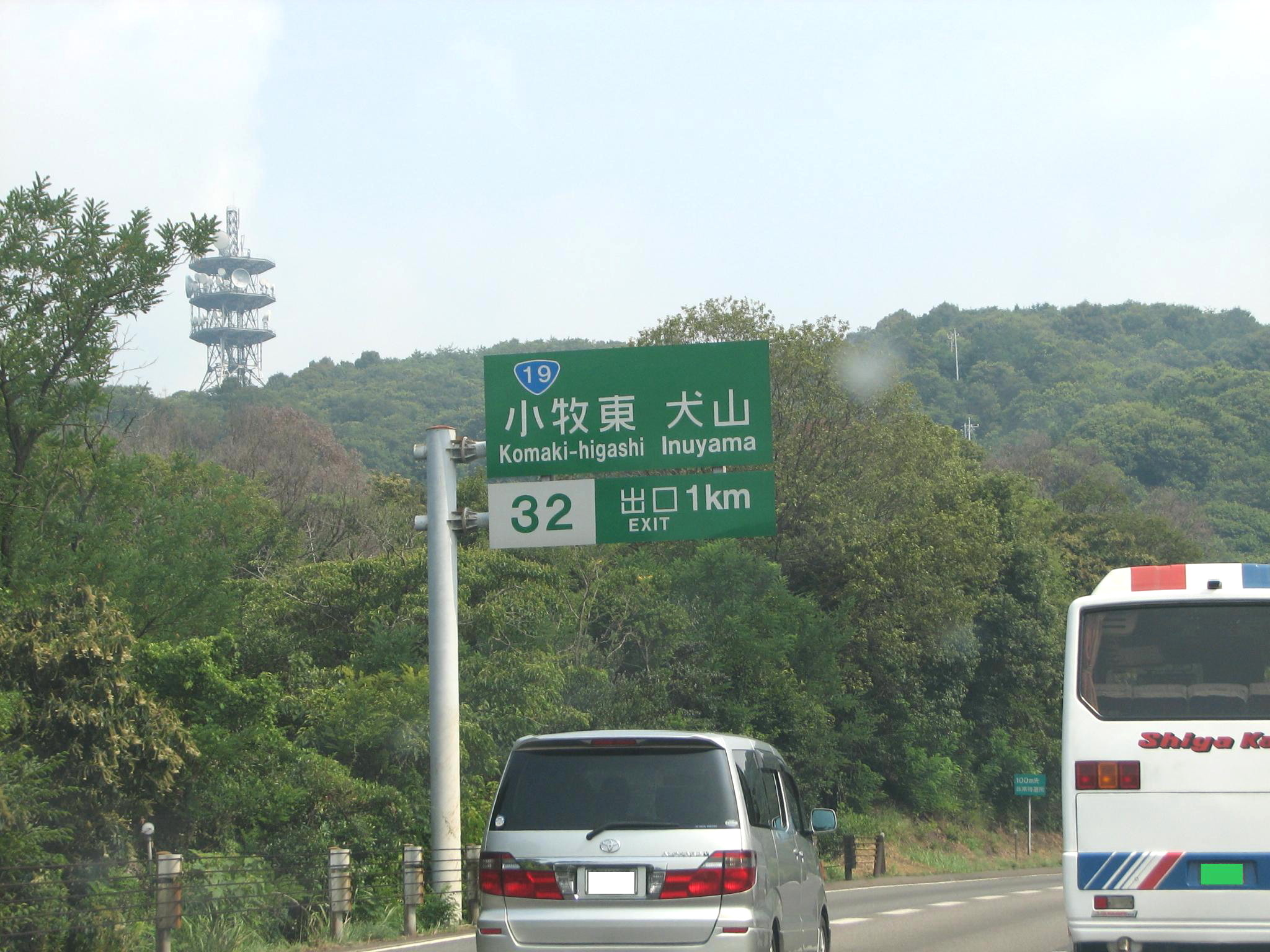
小牧東インターチェンジ出口

小牧東インターチェンジ（こまきひがしインターチェンジ）は、愛知県小牧市大字野口、大字大山にある中央自動車道のインターチェンジ。春日井市及び犬山市の市境に近接した場所にある。
1979年（昭和54年）に新設されたインターチェンジだが、枝番にはなっていない。
2025年（令和7年）4月8日より料金所がETC専用になっている。

## 道路
- E19 中央自動車道（32番）

## 接続する道路
- 愛知県道49号春日井犬山線

## 料金所
- ブース数：4

### 入口
- ブース数：2
  - ETC専用：1
  - サポート：1

### 出口
- ブース数：2
  - ETC専用：1
  - サポート：1

## 周辺
インター付近
- 東海旅客鉄道（JR東海）総合技術本部小牧研究施設

インター西側（犬山・旧尾張パークウェイ方面）
- 入鹿池
- 博物館明治村
- リトルワールド（旧尾張パークウェイ経由）
- 日本モンキーパーク（旧尾張パークウェイ経由）

インター南側（小牧・桃花台方面）
- ホタルの里
- 市民四季の森
- 兒の森
- ふれあいの森
- 小牧市温水プール
- 桃花台ニュータウン

インター東側（旧小牧東インター有料道路方面）
- 春日井カントリークラブ
- 春日井ファミリーゴルフ場
- ジャパネットたかた物流センター
- 内津神社

## 隣
E19 中央自動車道
(31)多治見IC/BS - (PA)内津峠PA - (32)小牧東IC - (BS)桃花台BS - (23)小牧JCT